# Західний світ

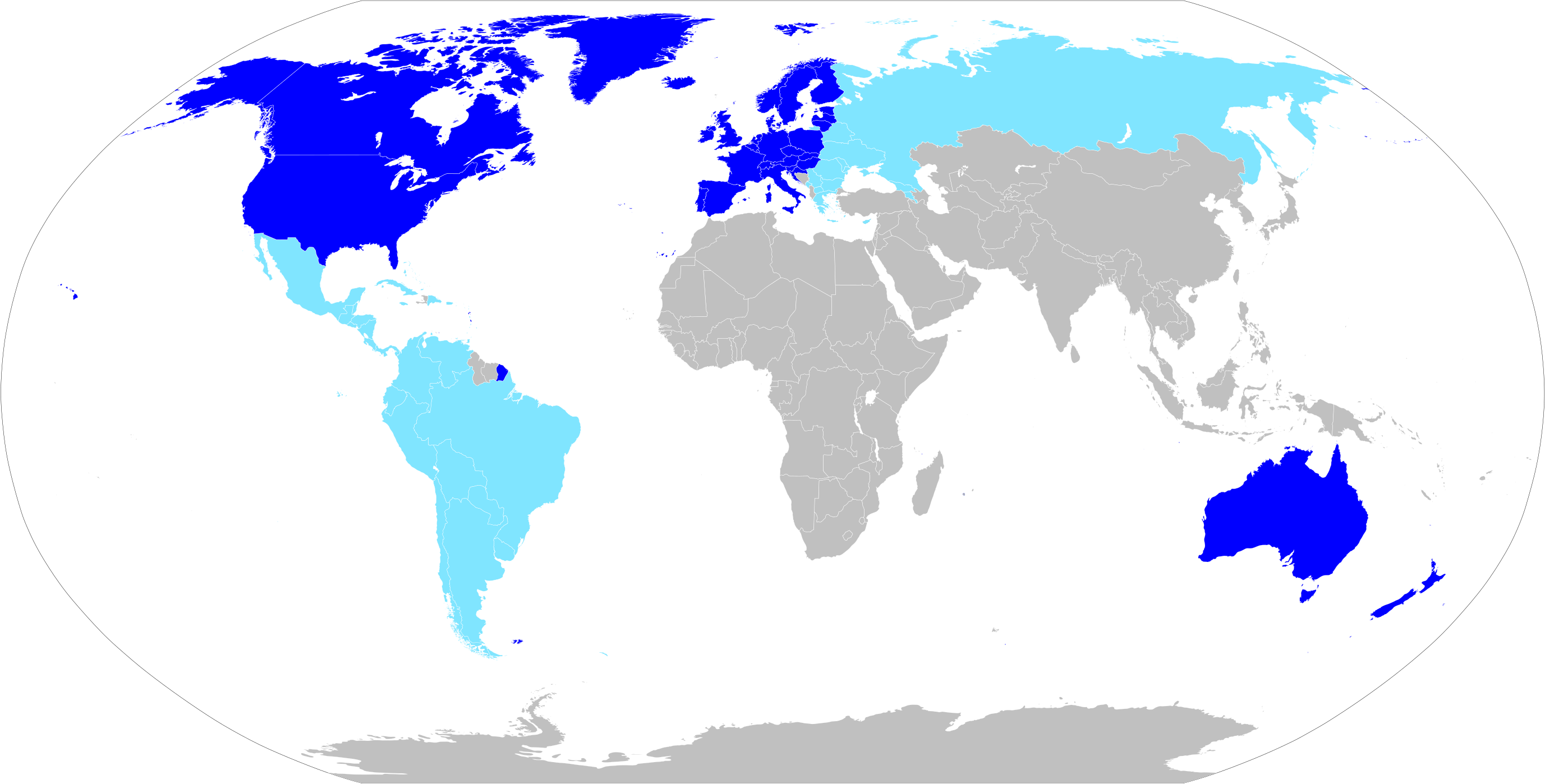
Країни та території, які зазвичай вважаються складовою частиною Західного світу.
Країни та території, чия належність до Західного світу є предметом дискусій.

Західний світ, іноді прирівнюється до західної цивілізації, західної культури; просто «Захід»; застарілим є «Окцидент» (від лат. occidens — «Західний Світ», що протиставлено «Орієнт» — «Схід (макрорегіон)») — є культурно-географічною загальною назвою для цілої низки країн, що залежить від контексту та історичного періоду часу. В контексті є важливим те, що в це вкладають дослідники, журналісти, політики чи інші класифікуючи території, цивілізації Землі, культури, географічні регіони або «блоки», котрі можуть бути класифіковані за багатьма параметрами: релігією, демократичні/недемократичні, економіками, мовами, історією, союзами і т. д.

## Перелік країн Західного світу
Захід — це зазвичай так звані ліберальні демократії (демократичні держави з ринковою економікою). Як правило, термін охоплює Західну Європу, Сполучені Штати, Канаду, Австралію, Нову Зеландію, Південну Європу, Північну Європу та Центральну Європу[джерело?], але межі плавають.

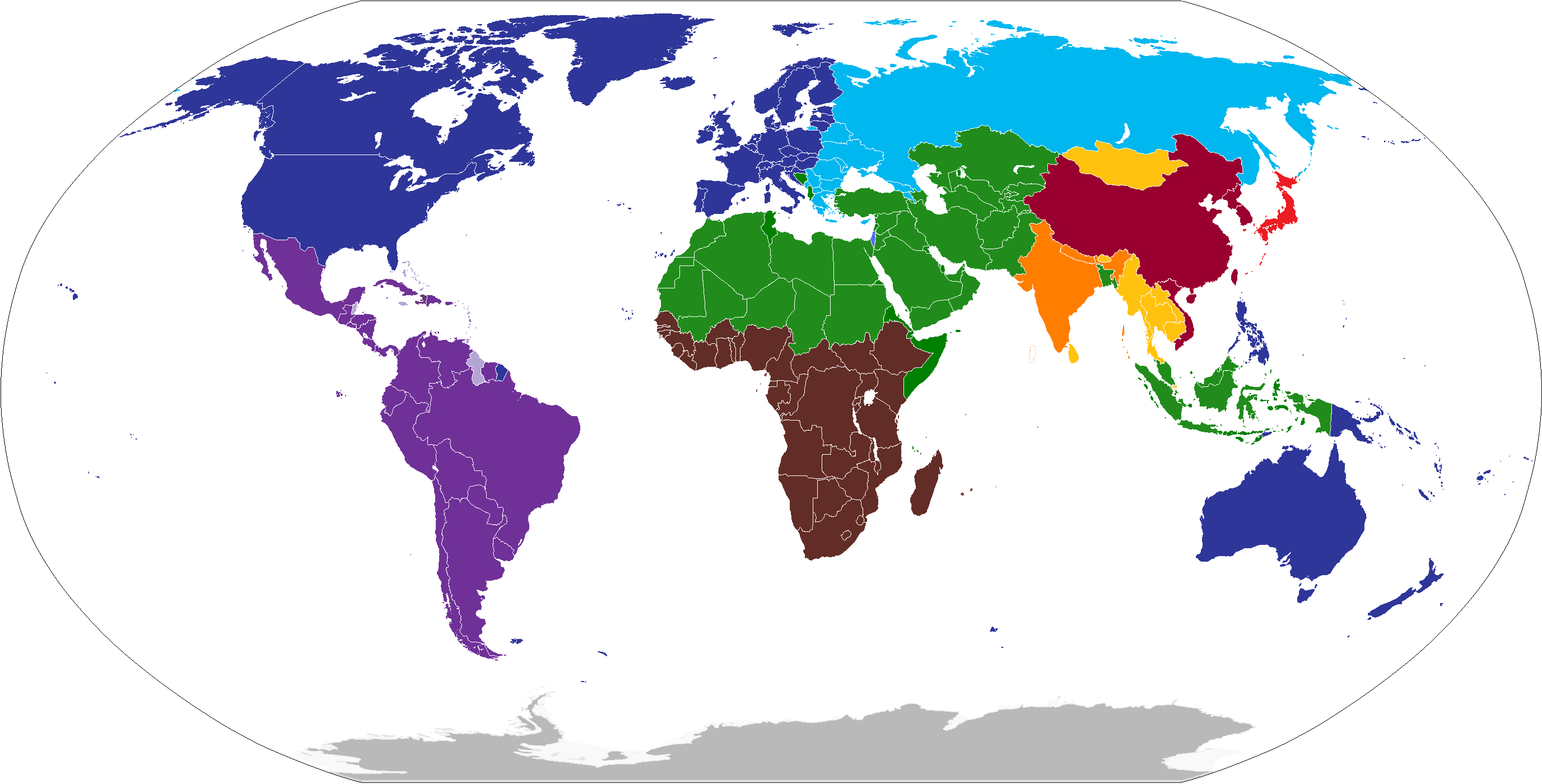
Захід в середині 1990-х років, на думку американського політолога Самюеля П. Гантінгтона, на карті, де основні цивілізації в цілому розділені за культурними сферами. Темно-синім кольором показано Західний світ, зеленим —ісламський, блакитним — східне православ'я, фіолетовим — іспаномовний, помаранчевим — індуїстський світ, жовтий — буддистський, темно-червоний — китайський-конфуціанський, який також містить у собі В'єтнам і дві корейські держави. Коричневий — символ можливої єдиної африканської цивілізації. Деякі країни, такі як Гаїті і Ямайка позначені відносно того, що у них «переважає», а країни Японія та Ізраїль мають свої кольори — світло-червоний та бірюзовий.

Різні автори визначають ці країни по-різному. В Україні, підручники можуть визначати країни заходу так: Захід — загальна назва країн, до яких належить не лише Західна Європа, а також США, Канада, Австралія, Нова Зеландія тощо. Статистичне управління Данії зараховує до західних країн ЄС, Андорру, Австралію, Канаду, Ісландію, Ліхтенштейн, Монако, Нову Зеландію, Норвегію, Сан-Марино, Швейцарію, США і Ватикан. Згідно з викладом Вільяма Маккнілла це споконвічні та колонізовані європейцями землі. На думку американського політолога Самюеля П. Гантінгтона Захід в середині 1990-х років виглядав так, як показано на малюнку праворуч.
В окремих випадках, як синонім поняттю «Західна Європа», вживають такі поняття, як: Захід, Західний світ (тотожне поняттю Захід), Європа (виокремлюючи західноєвропейські держави від інших східноєвропейських держав і ставлячи їх на вищий щабель розвитку цивілізації), країни Північної Європи (Скандинавські): Швеція, Норвегія, Данія, Ісландія і Фінляндія, країни Середньої Європи: Велика Британія, Ірландія, Бельгія, Нідерланди, Люксембург, ФРН, Австрія, Швейцарія, Ліхтенштейн, Франція, Монако; країни Південної Європи: Іспанія, Португалія, Андорра, Італія, Мальта, Ватикан, Сан-Марино.

## Опис основних цінностей Західного світу
Головною особливістю західної цивілізації є низка унікальних принципів, що викристалізувалися в ході багатовікового становлення європейської культури: класичний спадок (грецька філософія й раціоналізм, римське право, латинська мова й християнство); західне християнство (католицизм і протестантизм); європейські мови; поділ духовної й світської влади; верховенство закону; соціальний плюралізм і громадянське суспільство; представницькі органи; індивідуалізм. Для західної цивілізації однією з імператив стало індивідуалістичне спрямування, незалежність та автономність індивіда. В сучасній Європі, що зберегла принципи індивідуалізму, більше уваги звертається не на засоби конкуренції, а на фактори консолідації соціуму. Кожен індивід має право на власний шлях до добробуту, але його рівень не можна піднести, віднімаючи водночас шанс в інших.

## Вступ
Західна культура була під впливом багатьох старих великих цивілізацій стародавнього Близького Сходу, таких як: Фінікія, Древній Ізраїль, мінойський Крит, Шумер, Вавилон, а також Древній Єгипет. Вона виникла у Середземному басейні та його околицях; Стародавня Греція та Стародавній Рим часто називаються місцями її народження.

## Розбіжності в значенні поняття «Західний світ» в історичному контексті
Геополітичні розбіжності в Європі, які створили концепцію Сходу та Заходу, виникли в давніх тиранічних та імперіалістичних греко-римських часах. Східне Середземномор'я було домом для високо урбанізованих культур, які мали грецьку мову як свою спільну мову (через давню імперію Олександра Великого та спадкоємців еллінізму), тоді як Захід був набагато більш сільським за своєю природою та більше легко прийняв латинську мову як загальну мову. Після падіння Західної Римської імперії і початку середньовічних часів (або середньовіччя), Західна та Центральна Європа були суттєво відрізані від Сходу, в котрому візантійська грецька культура та східне християнство стали основоположними впливами у східноєвропейському світі, — як східні та південнослов'янські народи.

### Стародавні греко-елліністичні світи (13— 1 ст. до н.е.)
Старогрецький поділ між народом Греції та «варварами» відмежовував культуру тих, хто розмовляв грецькою мовою, від іншомовних культур. Геродот вважав греко-перські війни у 5-му сторіччі до н. е. конфліктом Європи та Азії. Тоді слово «схід» або «захід» не використовувалося жодним автором. Коли термін «Захід» з'явився, його використовували скоріше, протиставляючи старогрецькій культурі.

### Стародавній Римський світ (509р. до н.е.— 476 н.е.)

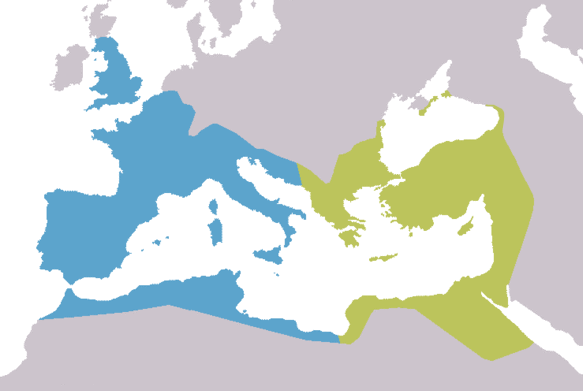
Західна і східна частини Римської імперії

Хоча Середземномор'я і було об'єднане римлянами, тут існував розрив між більш урбанізованими східними регіонами, де переважали греки, та сільськогосподарськими західними районами, де переважно розмовляли латиною. У 292 році римський імператор Діоклетіан розділив імперію на дві частини, кожна з яких керувалася Августом і Цезарем; з 5-го століття римське право встановилось у західній частині, але важко просувалось у східній частині, де нова столиця була встановлена у 330 році в Константинополі римським імператором Костянтином I Великим і християнство стало державною релігією імперії.

### Християнський розкол
Під час правління Карла I Великого франки встановили імперію, яку було визнано Папою Римським Священною Римською Імперією. Церква в західній і центральній Європі керувалася Папою Римським і розкололася зі східним грекомовним патріархатом. Скандинавія, Німеччина, Британія та інші нехристиянські країни північного заходу були долучені до Західної церкви, тоді як Русь і більшість східної Європи до Східної церкви.

### Колоніальний «Захід»: відкриття Америки, меркантилізм та імперіалізм (15— 20 ст.)
Поняття Західний світ вживають також у критичному ключі, коли згадують про вплив Заходу в його історії імперіалізму і колоніалізму.

### Контекст «холодної війни» (1947—1991)
Під час «холодної війни» виникла концепція «Першого світу», котра включала країни, які в цілому були приєднані до НАТО та протистояли Радянському Союзу під час «холодної війни». Протиставлялись країни, приєднані до НАТО та країни Варшавського договору як два основні блоки з використанням таких концепцій, як «східний блок» та «західний блок» (Західний світ). Залишалися такі країни, як Швейцарія, Швеція, Ірландія, які не належали до жодної групи за таким визначенням і які обрали бути нейтральними. Фінляндія була, швидше, у радянській сфері впливу, але залишалася нейтральною. Проте було швидко виявлено, що було багато країн, які не входили до цих двох категорій, і в 1950-х роках окремі люди стали називати ці країни «третім світом». Потім для деяких людей почалося здаватися природним, що існує також «перший світ» та «інший світ».
Перший світ, другий світ і третій світ — ці концепції ніколи не відбувалися одночасно.
З часу розпаду Радянського Союзу в 1991 р. замість такого поділу визначення першого світу змінилося, і багато в чому перейшло в будь-яку країну з невеликим політичним ризиком та добре функціонуючою демократією, верховенством права, ринковою економікою, економічною стабільністю та високим рівнем життя.

## Новітній час
В період новітньої історії нові цивілізаційні кордони світу почали визначатися такими чинниками як економічна та політична системи. У з'вязку з цим світ умовно поділився на країни, що успішно подолали історичний період індустріалізації та мають розвинену систему вільного ринку та соціальну економіку. Політичний чинник — це сучасна ліберальна демократична система, розвинені політичні та соціальні інститути держави і суспільства, безумовне дотримання поділу властей на законодавчу, виконавчу та судову; їх незалежність одна від іншої.
У зв'язку з цим світ умовно поділявся на:
- «вільний», «демократичний», «капіталістичний»[прим. 1] або країни «Північної півкулі» (до якого безумовно належить Австралія).
- Другий світ — в економічному сенсі це були Країни соціалістичної співдружності. У військово-політичному значенні це були країни Радянського блоку та військової сфері впливу СРСР.
- Третій світ складався з «країн що розвиваються» та «неприєднаних країн», які залишалися поза цими блоками — країни Азії, Африки та більшість країн Латинської Америки.

Деякі країни західного світу належали до нього тільки економічно. Наприклад Фінляндія, була у військово-політичному значенні цілком в радянській сфері впливу (див. наприклад Фінляндизація), але залишалася нейтральною. У 1955-му році, коли Австрія знову стала незалежною республікою на умовах нейтралітету, але як країна, яка лежала на заході від Залізної Завіси і перебувала у сфері впливу США. Туреччина ж була членом НАТО, але не розглядалася як частина Першого або Західного світу, бо була у економічному та політичному сенсі чисто «країною що розвивається», тобто була країною «Третього світу». Іспанія не приєднувалася до НАТО до 1982-го року і зробила це лише по смерті диктатора Франко. Тоді визначення Західний світ стало синонімом Першого світу, що включало згадані західноєвропейські країни, за винятком Туреччини.

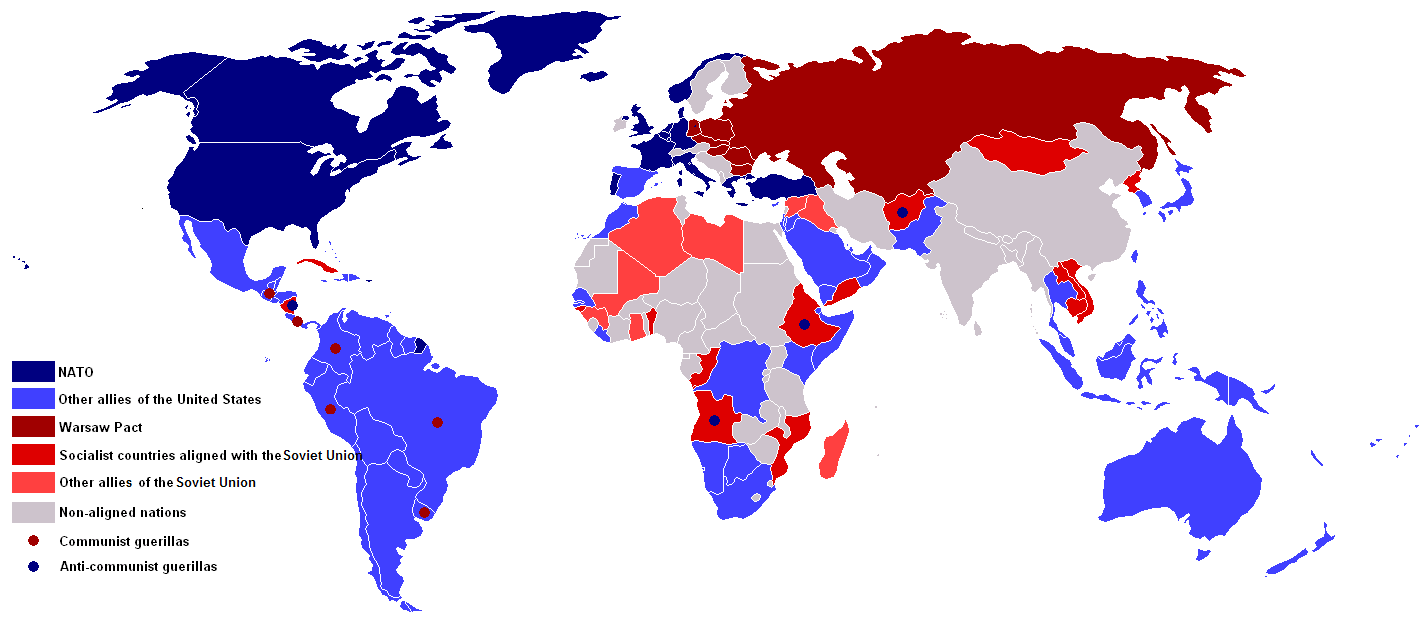
Схід і Захід у 1980
Європейські торгові блоки у пізніх 80-х роках 20 ст. Країни-члени ЄЕС позначені синім, EFTA — зеленим, РЕВ — червоним

## Останні визначення

Західна Європа — частина Західного світу

Хоча термін «Західний світ» не має чіткого інтернаціонального визначення, не використовується в дипломатичних процедурах, але все одно широко вживаний в інших сферах. Наприклад, в академічних статтях загалом термін використовують відносно тих часів і територій, які відносяться до Західної Римської імперії.
Термін «Північ» часом також вживали (особливо раніше) як заміну терміну «Захід», особливо у критичному ключі, як більш жорстке визначення. Північ визначає розташування розвинутих країн, більшість з яких дійсно знаходиться в Північній півкулі і далеко на північ від екватора. Хоча Ізраїль, Сінгапур, Тайвань або Гонконг не є розташованими на півночі і не є членами Організації економічного співробітництва і розвитку (OECD), вони також вважаються такими, які належать до «західних» і до «північних» країн, завдяки високому рівню життя та їх соціальній, політичній і економічній структурі, яка схожа на інші країни OECD.
«Захід» вживають також у критичному ключі, коли згадують про вплив Заходу в його історії імперіалізму і колоніалізму.
Існує етно-центрична компонента визначення «Західна цивілізація», сконцентрована довкола «західної культури». Британський письменник Редьярд Кіплінг написав про цей культурний контраст: «Схід є Схід, і Захід є Захід, і ніколи ці близнюки не зустрінуться», — тобто людина з Заходу ніколи не зрозуміє азійську культуру, яка дуже відрізняється від західної культури.
Існують ще поняття Близький Схід і Далекий Схід — обидва ці поняття протилежні Заходу. Для Сходу різниця між Східною Європою і Західною Європою менш значна, наприклад, Росію на Сході можуть вважати «Заходом», позаяк це країна європейська і християнська. Часто люди на Сході називають людей на Заході «західняками» (англ. «Westerners»).

## Україна в контексті Західної цивілізації
Україна займає велику територію, це найбільша держава, повністю розташована в Європі. Її складна історія державотворення, боротьба проти колоніальній залежності від різних імперій та знаходження на ключовому перехресті Європи з Азією зумовили сучасну ментальність в суспільстві. Значна більшість українців переконані, що Україна є невід'ємною частиною Західної цивілізації. Частина постколоніального населення  тяжіє до російсько-православної цивілізації, т. зв. «російського світу»[джерело?], але у цьому «світі» тільки Росія вважає себе головною, а Україна - це колонія, «менший брат», що не має власної ідентичності.
Проголошений курс на членство в ЄС та НАТО, до типових прозахідних структур є підтвердженням того що більшості свідомих патріотичних громадян впевнена в тому, що українці є частиною Європи. Західні моральні цінності й ідеали (демократія, свобода, гідність та ін.) притаманні здавна українцям. Проросійська точка певних громадян  зумовлена багаторічним колонізаційним впливом Росії. 
Але є українці, які вважають, що Україною проходить цивілізаційний розлом між Заходом та Сходом, а Україна має використовувати свою унікальну можливість стати геополітичним центром.
Саме через такі розбіжності, через обдурювання проросійськи налаштованого населення пропагандою Кремля, стала можлива російсько-українська війна як остання спроба Росії втримати Україну в своїй орбіті та закрити їй шлях до євроінтеграції, бажанню стати повноцінною європейською державою.
До 2004 багато геополітичних гравців на Заході не вважали Україну західною країною, часто споріднюючи з Росією. Однак події Євромайдану, окупація Росією Криму та Російсько-українська війна, яку розпачала Росія, все більше формують уявлення про Україну як про країну, яка є інтегральною та важливою ланкою західної цивілізаційної системи. 